# Cotorra d'Ouvéa
La cotorra d'Ouvéa (Eunymphicus uvaeensis) és una espècie d'ocell de la família dels psitàcids que habita la selva humida de Ouvéa a les Illes Loyauté.